# 11 (Bryan Adams)
| Recensione        | Giudizio   |
| ----------------- | ---------- |
| AllMusic          | [ 4 ]      |
| BBC Music         | favorevole |
| Virgin Media      | [ 6 ]      |
| The Sunday Times  | [ 7 ]      |
| Jam!              | (medio)    |
| Houston Press     | favorevole |
| Daily Mail        | favorevole |
| The Vancouver Sun | favorevole |
| musicOMH          | [ 12 ]     |
| People            | [ 13 ]     |

11, pubblicato il 17 marzo 2008, è il titolo dell'undicesimo album del rocker di Vancouver, Bryan Adams.
L'album ha raggiunto il picco nelle prime dieci posizione delle chart in undici paesi di tutto il mondo, tra cui il Canada, il Regno Unito, la Germania, la Danimarca e Svizzera.
I dati di vendita dell'album si stimano oltre mezzo milione di copie, che potrebbero essere considerati un po' 'deludente rispetto agli album precedenti di Adams in fatto di numero di copie vendute. Tuttavia le vendite sono in linea con quelle di tutti gli artisti.
Il brano "Flower Grown Wild", è stato scritto in riferimento ad Amy Winehouse.

## Il disco
Una selezione di classico pop-rock, in cui Adams dà dimostrazione della sua grande abilità nel confezionare canzoni pop-rock come il singolo - I Thought I'd Seen Everything, I Ain't Losing the Fight e Mysterious Ways, alternate da ballad.
In un'intervista su Canada AM, Adams ha detto che il titolo 11 è stato scelto perché era il suo 11 ° album in studio, quando la colonna sonora in Spirit - Cavallo selvaggio è incluso. Inoltre, Adams detto non c'era significato nascosto dietro il titolo, è stata la sua pubblicazione undicesimo album in studio e contiene undici tracce, "non ci sono significati secondari", come Adams in seguito menzionato in un'intervista alla BBC.
La copertina dell'album è stata presa nel corso di un servizio fotografico in un albergo in Svizzera, mentre Adams stava facendo una storia auto-fotografico per una rivista maschile italiana. Adams ha gradito la foto così tanto che ha finito per usarla come copertina dell'album.
Come per il precedente album, Room Service, porzioni significative dell'album sono state prodotte durante il tour.
Secondo il co-sceneggiatore Jim Vallance moderne tecnologie e attrezzature ha reso molto più facile per registrare l'album. Adams ha registrato l'album durante il tour, facendo uso del tempo che intercorre tra la riproduzione sul palco e la preparazione per il prossimo concerto. Vallance e Adams hanno registrato l'album normalmente, mentre era seduto dietro le quinte o in una camera d'albergo con piccoli dispositivi che di solito portavano avanti in tour, ma soprattutto durante i loro giorni di riposo. Adams, in un'intervista, ha detto che durante la registrazione di una canzone, era necessario usare materassi contro le finestre, e dopo avere microfoni che attraversano il WC.
11 è stato originariamente era stato concepito come un disco acustico, mirando al "approccio soft-hard", messo a punto dal gruppo rock britannico, The Who . Tuttavia, dopo un lungo tour, alcune delle canzoni acustiche hanno iniziato a crescere su di lui, che hanno portato a cambiamenti. Adams avrebbe registrato per alcune ore, fino a che spinse l'intero kit di registrazione di nuovo sul palco. "Mi fa un po 'più interessati ad andare in tour", ha detto a posteriori. Adams, che non è mai stato pienamente impegnato a l'idea di creare un album acustico a tutti gli effetti, ha deciso di non farlo dopo aver visto un'apertura band acustica per lui durante uno dei suoi concerti. Quello che vide gli fece capire che non era in grado di creare un tale album.

## Grafico e performance commerciale
11 è stato il primo album in studio di Adams ad essere pubblicato dopo quattro anni da Room Service pubblicato nel 2004.
Nella prima settimana ha venduto circa 10.000 copie in Canada, e ha debuttato al numero uno della Billboard Canadian Albums e rimasto in classifica per quattro settimane. Questo ha segnato la prima volta da Waking Up the Neighbours nel 1991, che Adams era in grado di superare la tabella di registrazione canadese.
Negli Stati Uniti, che ha debuttato al numero 80 nella Billboard 200 il 31 maggio 2008, ed è rimasto in classifica per quattro settimane; è stato il primo album in studio di Adams da 18 til I Die negli Stati Uniti ad entrare nella top 100.
11 ha raggiunto la posizione numero 3 della European Top 100 Albums ed è rimasto in classifica per dieci settimane, l'album e ha raggiunto la settima posizione nella Independent Albums e vi rimase per cinque settimane. Nel 2009 Adams è stato nominato per "Artista dell'anno" ai Juno Awards.
A livello internazionale, 11 è stato un successo commerciale. L'album ha raggiunto la posizione numero uno in due paesi, l'India e la Svizzera. L'album si è piazzato nella top ten in diversi paesi, compreso il Regno Unito, Svizzera, India, Germania, Austria, Danimarca, Portogallo e Paesi Bassi.
In Francia l'album è entrato nella top 200 al numero 157 della Syndicat national de l'édition phonographique.
In Svizzera e in Danimarca l'album è stato certificato disco d'oro.

## 11 Tour
Il tour ha continuità con il precedente Anthology Tour, Adams ha iniziato il tour "11 concerti, 11 città", con concerti in 11 paesi diversi in soli 11 giorni. Gli spettacoli intimi in alcuni luoghi spettacolari vedranno Adams eseguire un set acustico, sul palco, solo con la sua chitarra e armonica.
Le città che sono tappa dell'"11 concerti, 11 città" sono: Lisbona, Barcellona, Milano, Amburgo, Londra, Parigi, Amsterdam, Bruxelles, Zurigo, Vienna, Copenaghen.
Adams ha continuato a promuovere il suo album, parte durante l'estate il tour full-band: in alcune date negli Stati Uniti d'America divide il palco con la rock-band Foreigner e in altre con Rod Stewart.
Più tardi, in un'intervista, gli è stato chiesto quale canzone migliore sentiva suonare acusticamente, Adams ha risposto;
(en)
(it)
In Italia svolge due date a Milano il 9 marzo 2008 presso il Metropol ; ll 2 ottobre 2008 presso il Teatro Smeraldo.

## Tracce
1. Tonight We Have the Stars – 4:05 (Bryan Adams, Jim Vallance, Gretchen Peters)
2. I Thought I'd Seen Everything – 5:07 (Adams, Eliot Kennedy, Robert John "Mutt" Lange)
3. I Ain't Losin' the Fight – 3:56 (Adams, Kennedy, Lange)
4. Oxygen – 3:35 (Adams, Kennedy, Lange)
5. We Found What We Were Looking For – 3:38 (Adams, Lange, Trevor Rabin)
6. Broken Wings – 3:37 (Adams, Kennedy)
7. Somethin' to Believe In – 4:01 (Adams, Kennedy)
8. Mysterious Ways – 4:28 (Adams, Peters)
9. She's Got a Way – 4:41 (Adams, Kennedy)
10. Flower Grown Wild – 3:53 (Adams, Vallance, Peters)
11. Walk on By – 2:53 (Adams, Vallance)

Tracce bonus della Deluxe Edition
1. The Way of the World – 3:18 (Adams, Vallance, Peters)
2. Saved – 4:08 (Adams, Peters)
3. Miss America – 3:57 (Adams, Kennedy)
4. She's Got a Way (Chicane Remix) – 3:36 (Adams, Kennedy)

## Formazione
- Bryan Adams – Chitarra ritimca, Voce solista, Basso, Produttore
- Keith Scott – Chitarra Solista, cori
- Colin Cripps  – Chiatarra Ritimica e Solista
- Gary Breit – Organo, pianoforte, cori
- Eliot Kennedy  – Basso
- Norm Fisher – Basso
- Robert John "Mutt" Lange, - basso, produttore
- Mickey Curry – Batteria, cori
- Pat Steward – Batteria,
- Jim Vallance – Batteria
- Máire Breatnach  – Violino, Viola
- Pointless Brothers – Cori
- Kathleen Edwards – Cori
- Teese Gohl – arrangiamenti
- Gavin Greenway – arrangiamenti
- Hal Beckett – Direttore d'orchestra
- Bob Clearmountain – Audio mixing
- Olle Romo – montaggio
- Ben Dobie – registrazione
- Bryan Gallant – addizionale registrazione
- Kirk Mcnally – addizionale registrazione
- Roger Monk – registrazione
- Chicane – remixer
- J. Hockley – registrazione e produzione

## Classifiche

### Classifiche settimanali
| Classifica (2008)         | Pozizione massima |
| ------------------------- | ----------------- |
| Australia                 | 35                |
| Austria                   | 2                 |
| Belgio (Vl)               | 2                 |
| Belgio (Wa)               | 35                |
| Canada                    | 1                 |
| Danimarca                 | 2                 |
| Finlandia                 | 21                |
| Francia                   | 157               |
| Germania                  | 2                 |
| India                     | 1                 |
| Irlanda                   | 25                |
| Italia                    | 50                |
| Norvegia                  | 39                |
| Paesi Bassi               | 8                 |
| Polonia                   | 50                |
| Portogallo                | 4                 |
| Regno Unito               | 6                 |
| Regno Unito (download)    | 13                |
| Regno Unito (physical)    | 5                 |
| Spagna                    | 12                |
| Stati Uniti               | 80                |
| Stati Uniti (digital)     | 80                |
| Stati Uniti (independent) | 7                 |
| Stati Uniti (rock)        | 24                |
| Scozia                    | 6                 |
| Svezia                    | 30                |
| Svizzera                  | 1                 |
| Ungheria                  | 12                |

### Classifiche di fine anno
| Classifica (2008) | Posizione massima |
| ----------------- | ----------------- |
| Svizzera          | 42                |